# Tomás Méndez
Tomás Méndez Sosa (1926 - 1995) byl mexický skladatel lidových písní. Proslavil se především jako autor světoznámé písně Cucurrucucú paloma, která se díky skupině Kučerovci dostala na přelomu 50. a 60. let i do širokého povědomí posluchačů v Československu.

## Životopis
Tomás Méndez se narodil 25. července 1926 ve Fresnillu ve státě Zacatecas. Jeho rodiče byli Juan Méndez a María Sosa. Pocházel z velmi chudé rodiny, otec byl horník a brzy zemřel na tuberkulózu. Stejně jako všechny tři jeho sestry a všichni jeho tři bratři byl poslán do služby ve významných místních domech. Tomás pracoval jako číšník a poslíček. Spát chodil domů a peníze dával na domácnost. Spal pod oknem a večerní čas trávil pozorováním měsíce a hvězd.

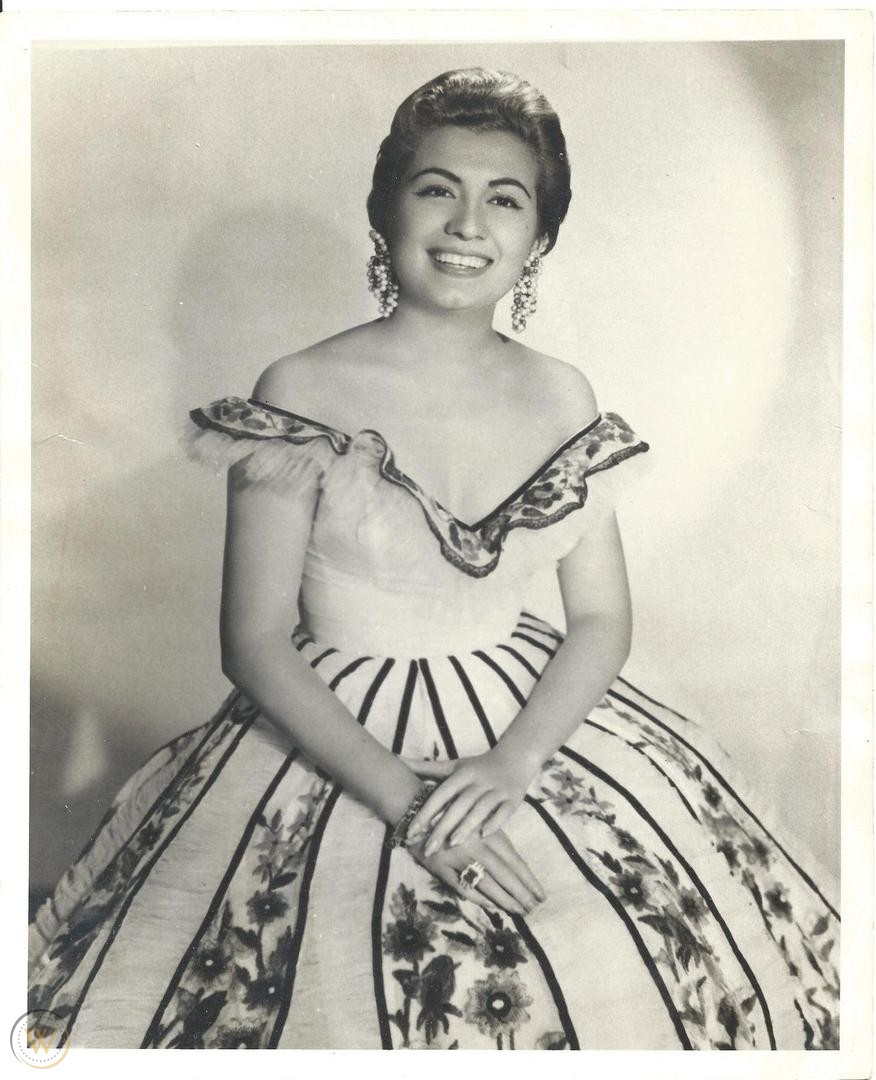
Lola Bertrán (1932-1996)

Po ukončení základní školy získal práci u severoamerických majitelů místních dolů. V rodině Joe Wrighta Terrala se stal pracovitým a spolehlivým oblíbencem a byl mu svěřen dohled nad jejich tříletým synem. Později, mimo dobu Tomásova dohledu, se malý chlapec dostal na důlní kolejiště a byl usmrcen důlním vlakem. Zdrcení rodiče město opustili, ale Tomáse před svým odjezdem ještě doporučili k práci v místní nemocnici, kterou také vlastnili. V nemocnici dostával snídani, stlal postele, pomáhal nemocným, myl nádobí, vytíral podlahy a večer příležitostně pomáhal v místním divadle.

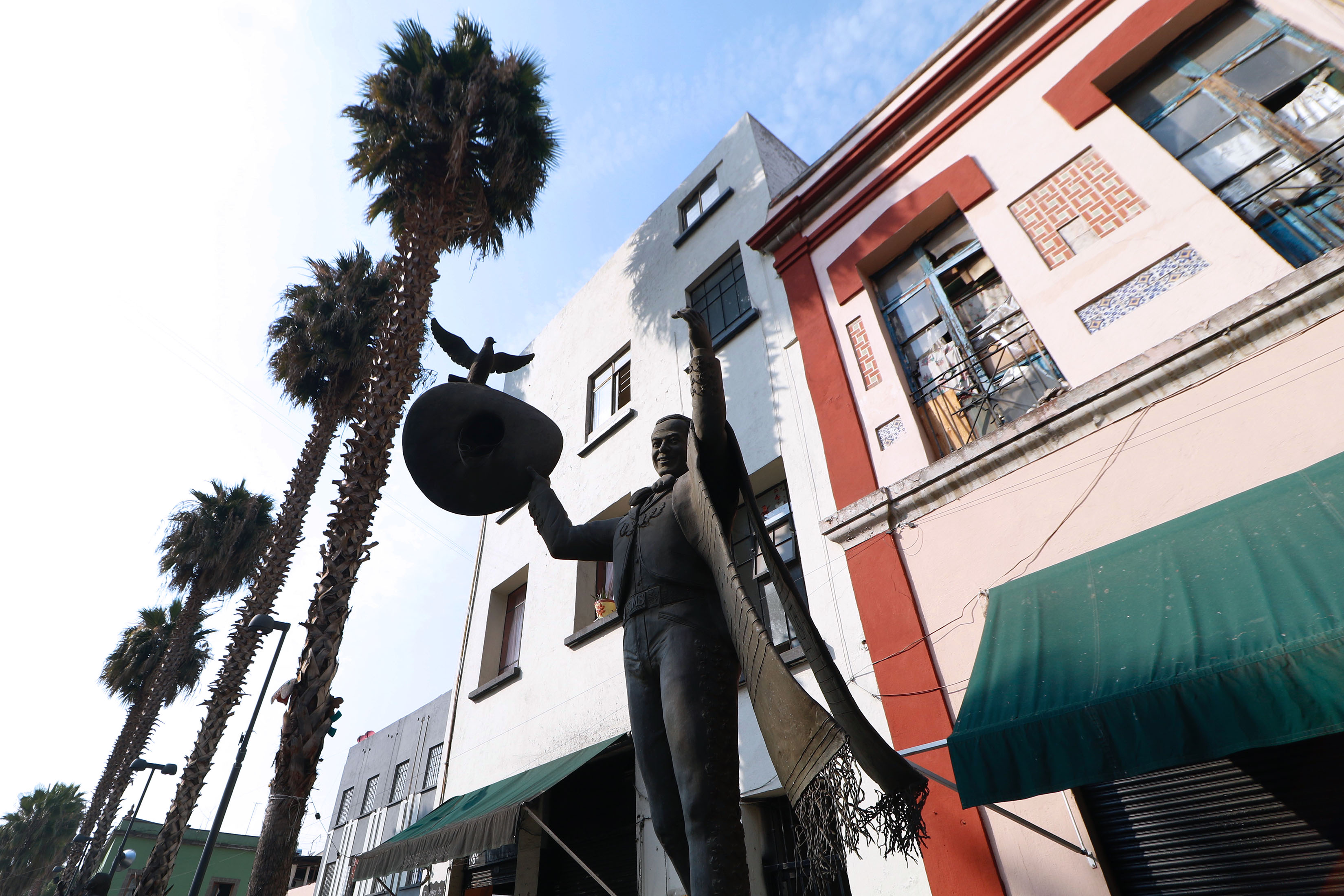
Socha Tomáse Méndeze v Mexico City

Ovlivněn venkovským životem a místními zvyky začal komponovat. První díla nabízel hudebníkům v místním nevěstinci. Později šel hledat příležitost na sever k hranicím do Ciudad Juárez. Zde se dočkal vydání malé acetátové desky. Po krátkém návratu do rodného města odejel k příbuzným do Ciudad de México. Zde doprovázel svoji tetu na pouti do baziliky Guadalupe. Ohromen posvátností místa rozhodl se definitivně pro život hudebníka a složil píseň věnovanou Panně Marii Guadalupské. Příští rok na oslavách výročí vstupu křesťanství do Mexika, které se koná každoročně 12. prosince, píseň na chóru baziliky v Guadalupe již zpívala Lola Bertránová a Tomás Méndez se stal jejím osobním skladatelem.
Mexická herečka a zpěvačka María Lucila (Lola) Beltrán Ruiz patří mezi nejuznávanější mexické zpěvačky hudby ranchera a huapango. Svého skladatele objevila pro svět a na oplátku díky interpretaci jeho písní Paloma negra a Cucurrucucú paloma dosáhla světové popularity.
Tomás Méndez zemřel 19. června 1995 na následky diabetických komplikací, infarktu a embolie, jako předek pěti dětí a devíti vnoučat.

## Dílo
Tomás Méndez zažil chudobu a těžkou každodenní práci, zažil smrt otce i smrt malého kamaráda, texty a noty prvních písní prodával ve vykřičeném domě. První skladba se jmenovala (Pervertida - Zkažená). Setkal se se sociální nespravedlivostí, byl citlivým pozorovatelem přírody. Do jeho zvláštní pozornosti se dostalo především ptactvo, jeho zpěv i chmurné osudy. V teskné písni (Gorrioncillo pecho amarillo - Vrabeček se žlutým hrdlem) popisuje osudy nešťastného zelenáčka žlutoprsého, létajícího kolem zničeného hnízda V nejslavnější písní zní volání smuteční hrdličky. Byl moderátorem rozhlasového pořadu (Dos gallos en palenque – Kohoutí aréna). Pláč a nešťastná či komplikovaná láska jsou motivem nejúspěšnějších písní.

### Písně
- Bala perdida
- Gorrioncillo pecho amarillo
- Cucurrucucú paloma
- Golondrina presumida
- Huapango torero
- La muerte
- Las rejas no matan
- Que me toquen las golondrinas
- Paloma negra
- Puñalada trapera
- Tres días
- A los Cuatro Vientos
- El tren sin pasajeros[3]